# Akasinula akasa
Akasinula akasa är en fjärilsart som beskrevs av Thomas Horsfield 1828. Akasinula akasa ingår i släktet Akasinula och familjen juvelvingar. Inga underarter finns listade i Catalogue of Life.

## Bildgalleri

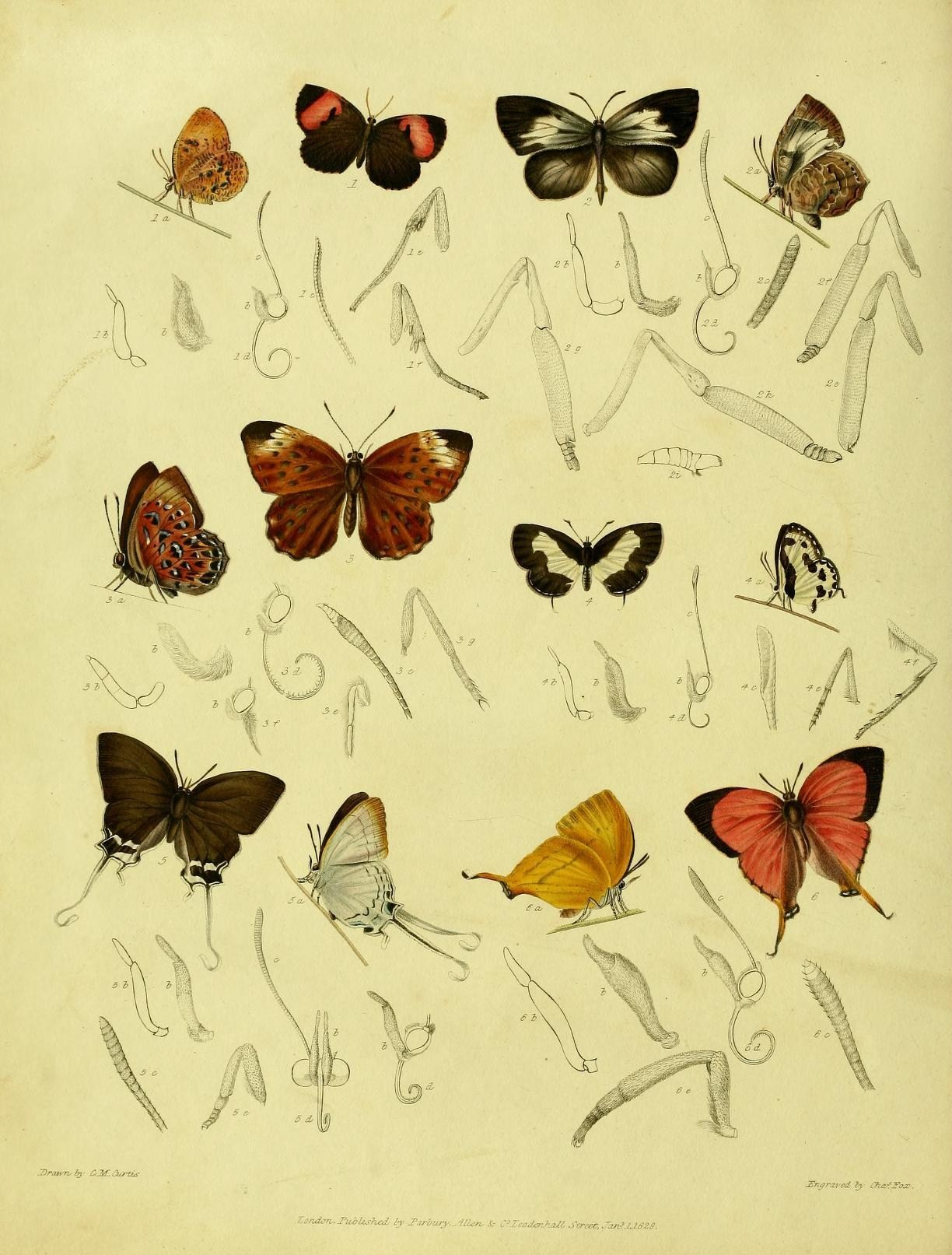
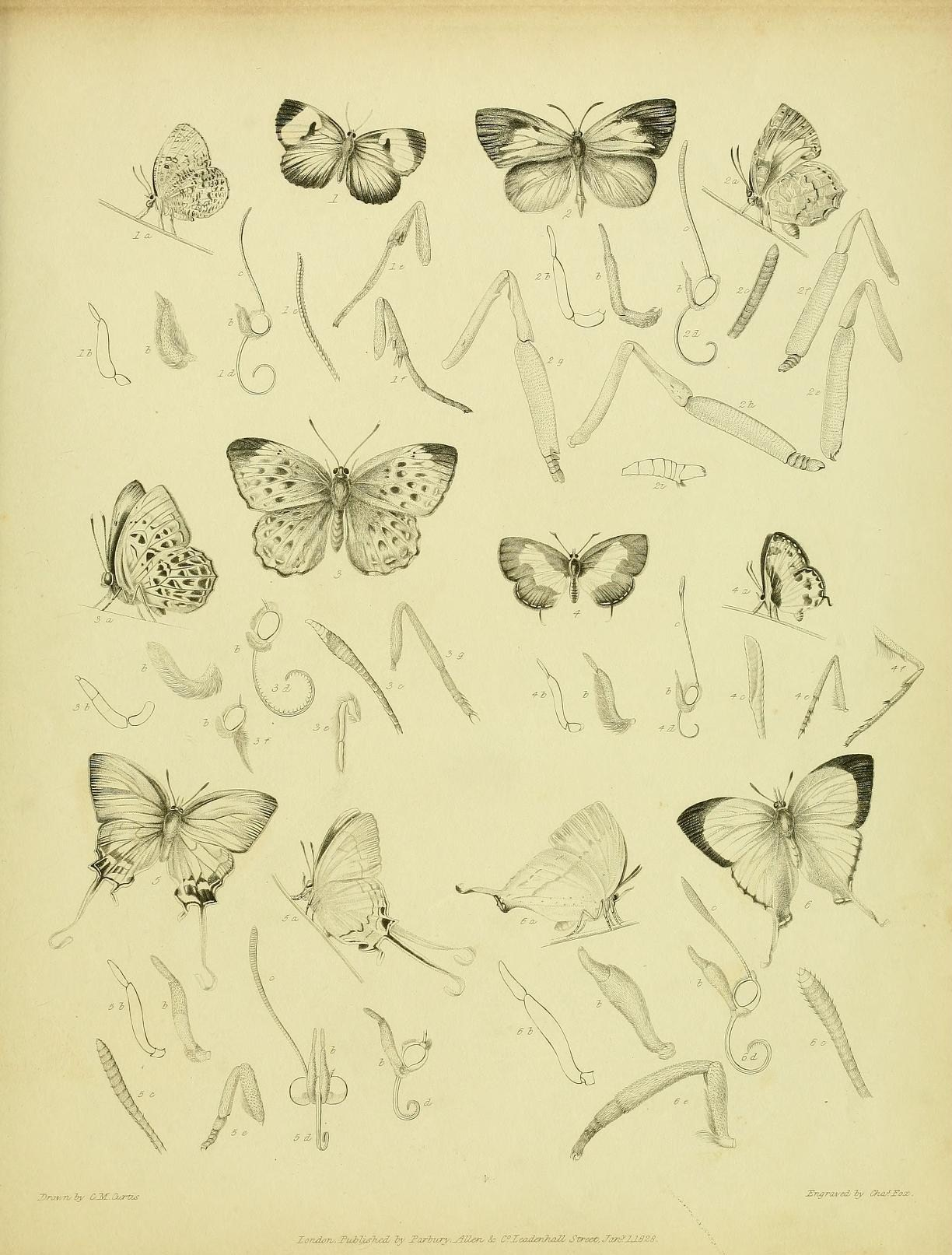
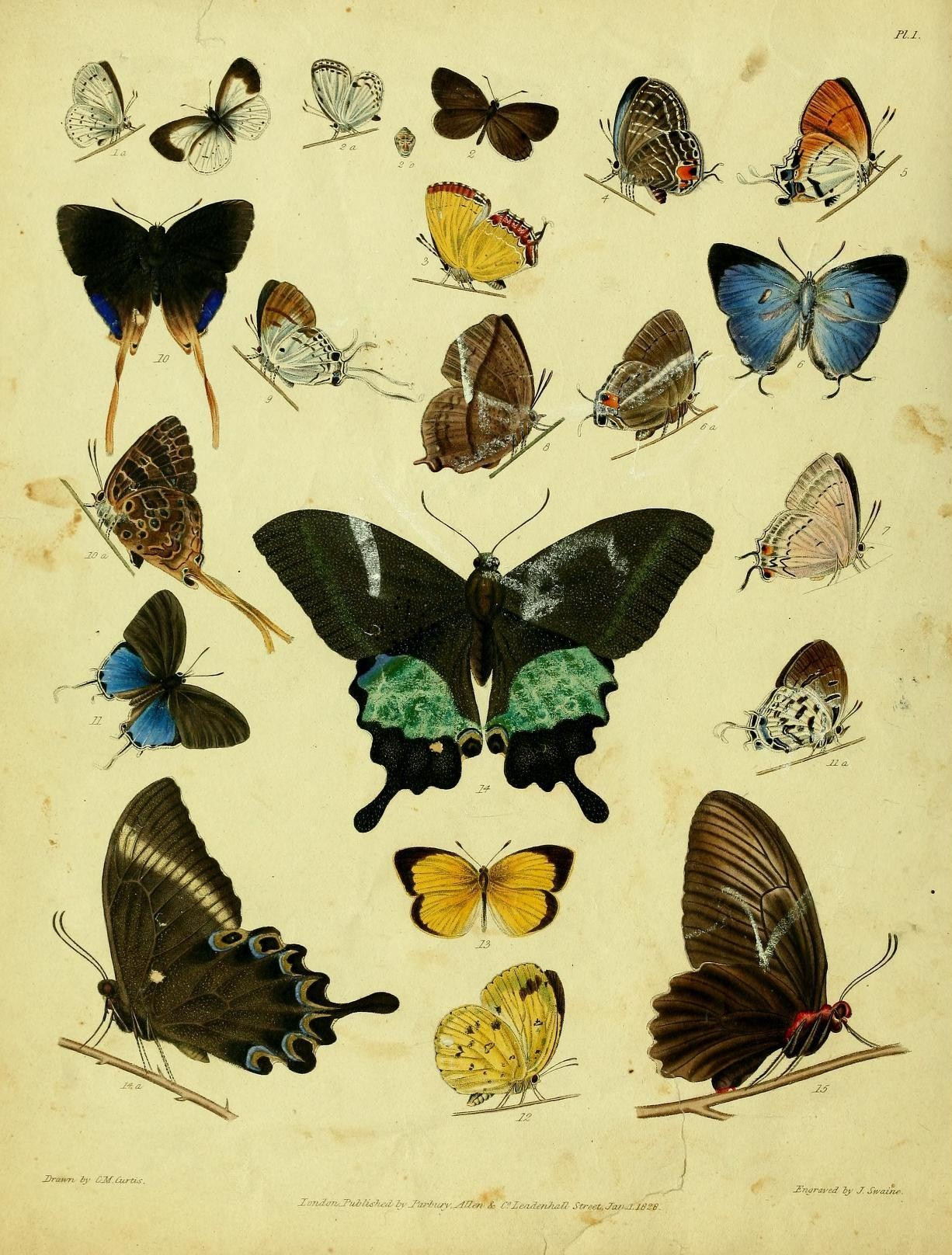
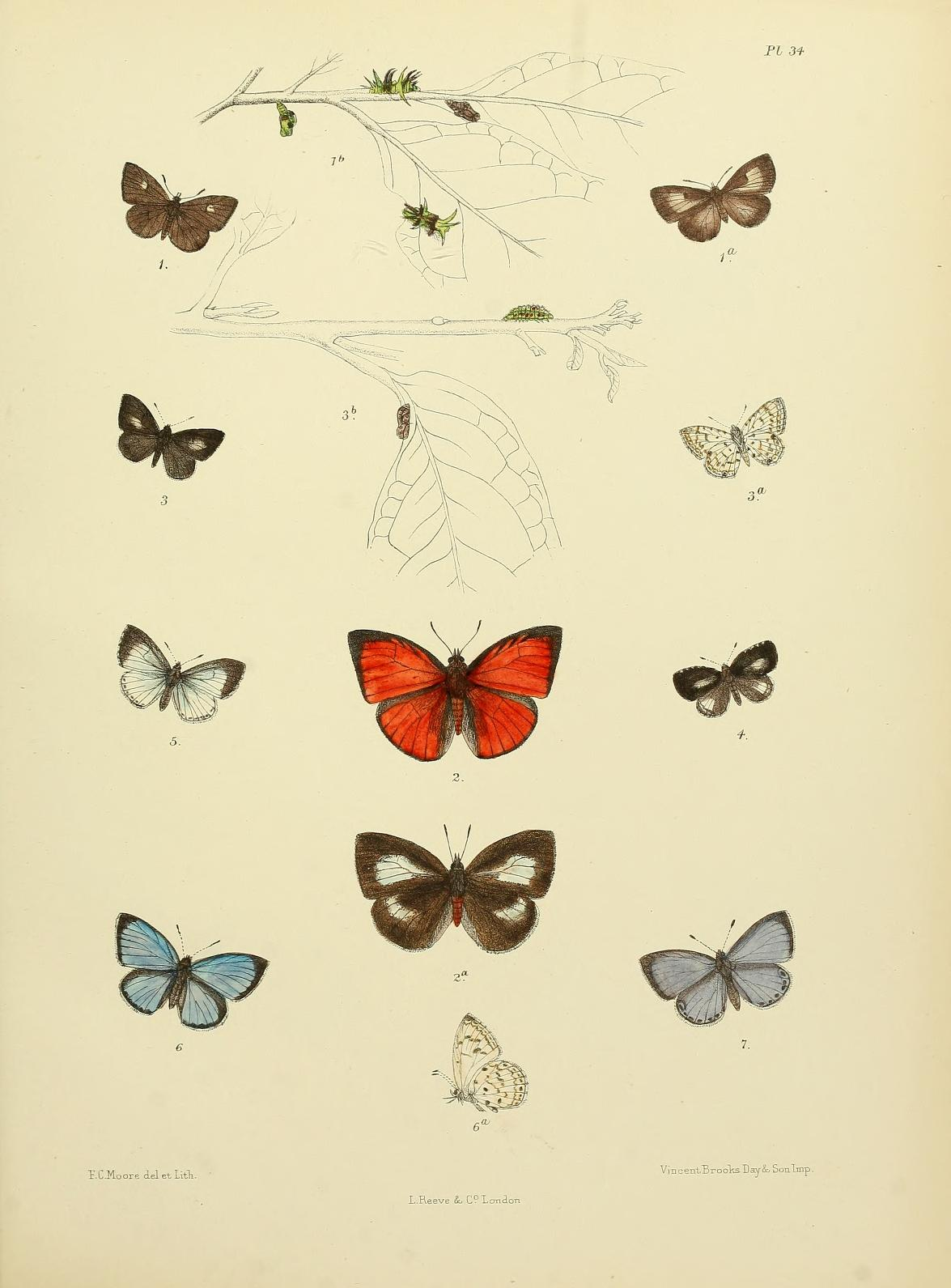